# Блу Валънтайн
„Блу Валънтайн“ (на английски: Blue Valentine) е американски филм от 2010 година, драма на режисьора Дерек Сианфранс по негов сценарий в съавторство с Кеми Делавин и Джоуи Къртис.
В центъра на сюжета е развитието на връзката между двама младежи, които се влюбват и създават семейство, което постепенно се разпада. Главните роли се изпълняват от Райън Гослинг и Мишел Уилямс.
„Блу Валънтайн“ получава номинации за „Оскар“ за женска роля и „Златен глобус“ за мъжка и женска роля.

## Награди и номинации
| Категория                           | Номиниран                   | Резултат                    |
| Оскар (27 февруари 2011 г.)         | Оскар (27 февруари 2011 г.) | Оскар (27 февруари 2011 г.) |
| ----------------------------------- | --------------------------- | --------------------------- |
| Най-добра женска роля               | Мишел Уилямс                | номинация                   |
| Златен глобус (16 януари 2011 г.)   |                             |                             |
| Най-добър актьор в драматичен филм  | Райън Гослинг               | номинация                   |
| Най-добра актриса в драматичен филм | Мишел Уилямс                | номинация                   |
| Сателит (19 декември 2010 г.)       |                             |                             |
| Най-добър филм – драма              | Най-добър филм – драма      | номинация                   |
| Най-добър актьор в драматичен филм  | Райън Гослинг               | номинация                   |
| Най-добра актриса в драматичен филм | Мишел Уилямс                | номинация                   |